# Prionolabis nigrilunae
Prionolabis nigrilunae är en tvåvingeart som först beskrevs av Tokunaga 1935.  Prionolabis nigrilunae ingår i släktet Prionolabis och familjen småharkrankar. Inga underarter finns listade i Catalogue of Life.